# Мельмайзель
Мельмайзель (нем. Mehlmeisel) — община  в Германии, в Республике Бавария. 
Подчиняется административному округу Верхняя Франкония. Входит в состав района Байройт.  Население составляет 1353 человека (на 31 декабря 2010 года). Занимает площадь 13,23 км². Местные регистрационные номера транспортных средств (коды автомобильных номеров) (нем. Kraftfahrzeugkennzeichen) — BT.

## Население
По оценке на 31 декабря 2015 года население общины Мельмайзель составляет 1321 чел. 

| Дата      | 1840 | 1871 | 1900 | 1925 | 1939 | 1950 | 1961 | 1970 | 1987 | 2011 |
| --------- | ---- | ---- | ---- | ---- | ---- | ---- | ---- | ---- | ---- | ---- |
| Население | 907  | 1081 | 1147 | 1158 | 1360 | 1641 | 1618 | 1615 | 1461 | 1391 |

| Год       | 1960 | 1970 | 1980 | 1990 | 2000 | 2009 | 2010 | 2011 | 2012 | 2013 | 2014 | 2015 |
| --------- | ---- | ---- | ---- | ---- | ---- | ---- | ---- | ---- | ---- | ---- | ---- | ---- |
| Население | 1633 | 1616 | 1532 | 1407 | 1436 | 1374 | 1353 | 1384 | 1358 | 1345 | 1349 | 1321 |